# Fate of the World
Fate of the World est un jeu vidéo de stratégie au tour par tour développé et édité par Red Redemption, sorti en 2011 sur Windows et Mac.
Le jeu a pour thème le réchauffement climatique et se joue à l'aide de cartes virtuelles.
Il a reçu une extension en 2011 intitulée Tipping Point.

## Accueil
- PC Gamer : 61 %[1]